# وجه آخر (مسلسل)
وجه آخر، مسلسل تلفزيوني إماراتي أنتج وعرض بعام 2007.

## قصة المسلسل
مسلسل خليجي يصور حياة الغني والفقير .. واقنعه يرتديها البعض ليصلوا إلى مرادهم.
تدور أحداث المسلسل حول محامٍ مشهور معروف ذاع صيته في المنطقة ويجسد شخصيته الفنان صلاح الملا، إلا أنه يستغل خبرته تلك في القفز على القانون واستغلال ثغراته بشكل خاطئ ليحول الباطل إلى حق ضارباً بالقيم والأعراف والمثل عرض الحائط.

## الممثلين والشخصيات
| الممثل           | الشخصية | الممثل             | الشخصية         |
| ---------------- | ------- | ------------------ | --------------- |
| شيماء سبت        | مروة    | شذى سبت            | بدور            |
| سميرة أحمد       | فاطمة   | صلاح الملا         | عبد الله الناشد |
| فاطمة عبد الرحيم | نوار    | خالد أمين          | مروان - بدر     |
| آلاء شاكر        | سعاد    | شيخة زويد          | سارة            |
| روان             |         | حسن يوسف           | خالد            |
| عبد الرحمن الملا | عادل    | عبد الحميد البلوشي | عيسى            |
| سعيد الشرياني    | طارق    | محمد غباشي         | عبد السميع      |
| نورة البادي      | عايشة   | سيف منظور          | كومار           |
| محمد الجناحي     | فيصل    | حبيب غلوم          | غانم            |